# Paliavana plumerioides
Paliavana plumerioides là một loài thực vật có hoa trong họ Tai voi. Loài này được Chautems mô tả khoa học đầu tiên năm 2002.